# Episodi di Squidbillies (tredicesima stagione)
La tredicesima stagione della serie animata Squidbillies, composta da 9 episodi, è stata trasmessa negli Stati Uniti, da Adult Swim, dall'8 novembre al 13 dicembre 2021.
In Italia la stagione è inedita.
| nº | Titolo originale                                | Prima TV USA     |
| -- | ----------------------------------------------- | ---------------- |
| 1  | One Man Banned                                  | 8 novembre 2021  |
| 2  | Let 'er R.I.P.                                  | 8 novembre 2021  |
| 3  | No Space Like Home                              | 15 novembre 2021 |
| 4  | Scorn on the 4th of July                        | 15 novembre 2021 |
| 5  | Zen and the Art of Truck-Boat-Truck Maintenance | 22 novembre 2021 |
| 6  | Who-Gives-a-Flip?                               | 22 novembre 2021 |
| 7  | Ol' Hootie                                      | 6 dicembre 2021  |
| 8  | The Liceman Cometh                              | 13 dicembre 2021 |
| 9  | This Show Was Called Squidbillies               | 13 dicembre 2021 |

## One Man Banned
- Diretto da: Jim Fortier e Dave Willis
- Scritto da: Jim Fortier, Alan Steadman e Dave Willis

### Trama
I Cuyler vengono banditi dal Ballmart e fanno tutto il possibile per rientrare.
- Guest star: Billy Wayne Davis (Bobby), James Austin Johnson (farmacista), Carla Delaney (Bart Simpson).
- Ascolti USA: telespettatori 233.000 – rating/share 18-49 anni.[1]
- Sigla: Willie Nelson[2][3]

## Let 'er R.I.P.
- Diretto da: Jim Fortier e Dave Willis
- Scritto da: Jim Fortier, Alan Steadman e Dave Willis

### Trama
Rusty entra nel business aziendale.
- Guest star: Walton Goggins (cerimoniere funebre).
- Ascolti USA: telespettatori 195.000 – rating/share 18-49 anni.[1]
- Sigla: Buddy Guy

## No Space Like Home
- Diretto da: Jim Fortier e Dave Willis
- Scritto da: Jim Fortier, Alan Steadman e Dave Willis

### Trama
Early rivisita il magazzino dove ha trascorso la sua infanzia, una volta affittato da Ga Ga Cuyler. Tuttavia viene rivendicato da qualcun altro e Early lascia dietro di sé un mucchio di ricordi aiutando a ripulire.
- Guest star: Whit Davies (Padre dello sceriffo).
- Altri interpreti: Lance Krall (Noodle Buddha), Lory Thompson (Dewey Duvall).
- Ascolti USA: telespettatori 305.000 – rating/share 18-49 anni.[4]
- Sigla: Crowded House

## Scorn on the 4th of July
- Diretto da: Jim Fortier e Dave Willis
- Scritto da: Jim Fortier, Alan Steadman e Dave Willis

### Trama
Early e i veterani di Dougal County si rivelano essere tutti falsi veterani che indossano la merce di un popolare videogioco di guerra. Dopo aver salvato Early in un'acrobazia fallita, Denny viene premiato con un merchandising di videogiochi.
- Guest star: Blondie Strange (spogliarellista).
- Ascolti USA: telespettatori 236.000 – rating/share 18-49 anni.[4]
- Sigla: Amanda Shires[5]

## Zen and the Art of Truck-Boat-Truck Maintenance
- Diretto da: Jim Fortier e Dave Willis
- Scritto da: Jim Fortier, Alan Steadman e Dave Willis

### Trama
Per curare il mal di schiena, Early prende parte a delle lezioni di yoga. Questo provoca un evento che cambia la sua vita, convincendolo ad unirsi all'ISIS. Di conseguenza, Early va in giro per la città insegnando yoga e arruolando reclute dell'ISIS. Soddisfato dai ricavi che ha accumulato dai suoi studenti, cerca di trasformare lo yoga in un'altra truffa per fare soldi.
- Altri interpreti: Shawn Coleman (Yogi Daniel).
- Ascolti USA: telespettatori 213.000 – rating/share 18-49 anni.[6]
- Sigla: Dinosaur Jr.[7]

## Who-Gives-a-Flip?
- Diretto da: Jim Fortier e Dave Willis
- Scritto da: Jim Fortier, Alan Steadman e Dave Willis

### Trama
Rusty sta fatturando un sacco di vendite dalla Dan Halen Security, tuttavia scopre un modo per derubare alla cieca tutti i clienti di Dan. Uno di quei clienti, lo sceriffo, perde un'insostituibile maschera kabuki che lo porta ad avere una profonda depressione. Viene rivelato quindi che la maschera era di una mascotte chiamata "Who Gives A Flip?", una volta interpretata dallo sceriffo, che intratteneva le messe portandogli gioia. Early, essendo quello che ha rubato la maschera, decide di restituirla.
- Guest star: Blondie Strange (spogliarellista).
- Altri interpreti: Shawn Coleman (canzone con auto-tune).
- Ascolti USA: telespettatori 152.000 – rating/share 18-49 anni.[6]
- Sigla: Los Lobos[8]

## Ol' Hootie

L'enorme gufo sulla casa dei Cuyler

- Diretto da: Jim Fortier e Dave Willis
- Scritto da: Jim Fortier, Alan Steadman e Dave Willis

### Trama
Dougal County è terrorizzata da un enorme gufo che cattura gli abitanti per usarli come nutrimento per i suoi pulcini. Mentre prova lo slip 'n slide fatto in casa di Early, Granny viene catturata dal gufo e gli altri iniziano a scappare. Sorvegliando da sopra la casa dei Cuyler, il gufo intravede Danny intento a nascondersi nelle vicinanze e quando inizia a scappare, viene rincorso finché non giunge Rusty in suo soccorso. Tuttavia il suo tentativo si rivela vano e viene catturato all'istante dal gufo. Nel frattempo, Danny e lo sceriffo si rifugiano in caserma, dove incontrano una donna armata intenta a volerli aiutare. La donna, chiamata Anastasia Evertree, si rivelerà essere una dottoressa alla ricerca del gufo da anni. Sfortunatamente Ana si rivela una delusione e Danny e lo sceriffo usano Early come esca per attirare il gufo e seguirlo fino al suo nido per salvare Granny e Rusty. Quando le uova di gufo si schiudono nel nido, Dougal si ritrova costretta a proteggersi sotto un'enorme cupola, mentre Early apre un'attrazione turistica.
- Guest star: Blayr Nias (Anastasia Evertree).
- Ascolti USA: telespettatori 228.000 – rating/share 18-49 anni.[9]
- Sigla: Sturgill Simpson[5]

## The Liceman Cometh
- Diretto da: Jim Fortier e Dave Willis
- Scritto da: Jim Fortier, Alan Steadman e Dave Willis

### Trama
Early ha una collezione di cappelli che potrebbero diffondere i suoi pidocchi in tutta Dougal County. La città implora lo sceriffo e Danny di fare qualcosa al riguardo, tuttavia una folla inferocita si presenta alla casa di Early e genera un mostro formato dai suoi cappelli.
- Ascolti USA: telespettatori 297.000 – rating/share 18-49 anni.[10]
- Sigla: Billy F. Gibbons[11]

## This Show Was Called Squidbillies
- Diretto da: Jim Fortier e Dave Willis
- Scritto da: Jim Fortier, Alan Steadman e Dave Willis

### Trama
Rusty vuole sposare Tammy e trasferirsi con lei, tuttavia quando la notizia arriva a Granny, lei muore di infarto. Dopo il funerale, il fantasma di Granny regala a Rusty il suo anello e Rusty e la famiglia se ne vanno con il camion di Early. Early viene battuto dagli spiriti dei suoi genitori mentre Rusty e Tammi formano una famiglia.
- Guest star: Jesco White (Ga Ga Pee Pap Cuyler).
- Ascolti USA: telespettatori 272.000 – rating/share 18-49 anni.[10]
- Sigla: Billy Joe Shaver